# 아부정
아부정(일본어: 阿武町)은 일본 야마구치현 북부에 있는 아부군의 정이다.
기타나가토 국립공원과 접하고 해안선을 따라서 산인 본선, 국도 191호선이 지나고 있다. 무카쿠규와 키위가 특산품이다.

## 지리
바다와 접한 나고 지구, 우타고 지구와 산간에 있는 후쿠가 지구로 이루어진다. 나고 지구와 우타고 지구는 동해와 접해 기온도 비교적 온난하지만 후쿠가 지구는 산간에 펼쳐진 분지에 있어 겨울에 적설이 많다.
또 후쿠가 지구는 적설과 우량이 많은 경우에는 노선이 봉쇄되기도 해 과거에 고립되어 버린 적도 있었다.

## 역사
- 1955년 1월 1일 - 나고촌, 우타고촌, 후쿠가촌이 합병해 아부정이 되었다.

## 교통

### 철도
- 서일본 여객철도 산인 본선

### 도로
- 국도 제191호선 (일본)(일본어판)
- 국도 제315호선 (일본)(일본어판)